# Дубское
Дубское — село в Перевозском районе Нижегородской области, административный центр Дубской сельсоветого сельсовета.
Село располагается на правом берегу реки Пьяны.
В селе расположено отделение Почты России (индекс 607418).